# Obrium aegrotum
Obrium aegrotum es una especie de escarabajo longicornio, clasificada en la tribu Obriini, de la subfamilia Cerambycinae. Fue descrita por Holzschuh en 1982.
La especie mide 5 mm de longitud y el período de actividad en adultos se presenta en mayo. Se distribuye por Nepal, Asia.